# زلی و من
زلی و من (انگلیسی: Zelly and Me) فیلمی آمریکایی در سبک درام به نویسندگی، کارگردانی و تهیه‌کنندگی تینا راثبورن و بازی ایزابلا روسلینی، گلینیس جونز و الکساندرا جانز محصول سال ۱۹۸۸ است. دیوید لینچ در این فیلم نقشی کوچک دارد. این فیلم با نقدهای متفاوتی از سوی منتقدان مواجه شده است. زلی و من اولین فیلم نویسنده و کارگردان، تینا راثبورن بود.